# Tata senegalés de Chasselay
El Tata de Chasselay, oficialmente conocido como Necrópolis nacional de Chasselay, es una necrópolis militar situada en Chasselay(45°52′56.35″N 4°45′17″E / 45.8823194, 4.75472) en el departamento francés del Ródano (Auvernia-Ródano-Alpes), donde están enterrados 188 soldados senegaleses masacrados por la División Totenkopf de las SS alemanas. Esta necrópolis ha sido construida con un estilo arquitectónico africano. En África Occidental tata significa "túmulo de tierra sagrada", donde se entierra a los guerreros muertos en combate.

## Historia
Entre el 19 y el 20 de junio de 1940, en Chasselay, los soldados coloniales senegaleses del ejército francés, en una desventaja de 1 contra 100, retardaron la entrada del ejército alemán en Lyon, declarado "ciudad abierta" el 18 de junio de 1940.
Los soldados senegaleses no fueron advertidos de la situación por el ejército francés y organizaron la defensa de Chasselay el 17 de junio, a 15 km al noroeste de Lyon. Levantaron varias barricadas con la ayuda de los soldados del 405 regimiento de artillería antiaérea de Sathonay, del 25 regimiento de fusileros senegaleses, de los legionarios franceses (dos de los cuales también reposan en el tata) y también la ayuda de civiles. Tras haber encontrado escasa resistencia más allá de Dijón, los alemanes llegaron el 19 de junio de 1940 a Montluzin, donde chocaron los franceses. Los franceses sufrieron 51 bajas militares y una civil y unos 40 alemanes resultaron heridos.
El 20 de junio de 1940 se produjo un segundo enfrentamiento en el castillo de Plantin. Los alemanes hicieron unos 70 prisioneros que dividieron en dos grupos: los franceses blancos y los senegaleses negros.
Tras obligarlos a recorrer dos kilómetros a pie, los soldados franceses asistieron al fusilamiento de sus compañeros senegaleses por las ametralladoras de la División Totenkopf de las Waffen-SS y del regimiento Großdeutschland. Los franceses blancos fueron encarcelados en Lyon. Los habitantes de Chasselay, horrorizados por la masacre,enterraron los cuerpos de los senegaleses en un cementerio inaugurado el 8 de noviembre de 1942.
Todos los años se celebra en Chasselay (Ródano) Una ceremonia oficial, donde asisten representantes de Francia y Senegal.

## Películas
- Le Tata sénégalais de Chasselay : mémoires du 25° RTS, documental de Rafael Gutiérrez y Darío Arce (2007). Aporta diversos testimonios y reflexiona sobre el "olvido" de este lugar tras su construcción. Ha sido producido por la sociedad Chromatiques, de Lyon.
- Le Tata, documental de 60 minutos de Patrice Robin y Evelyne Berruezo (1992).Este documental recupera los acontecimientos y entrevista a diversos testigos.

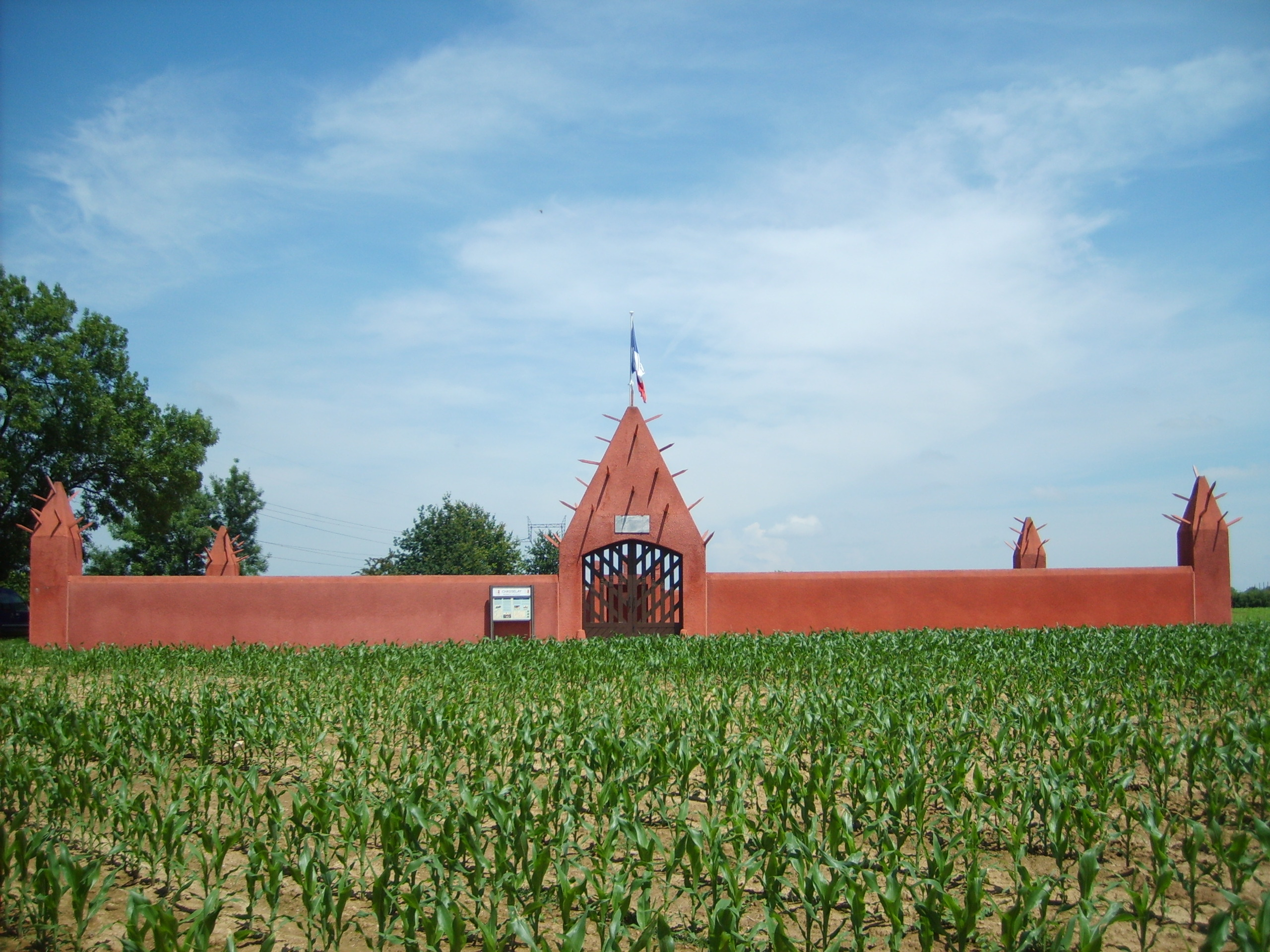
El Tata senegalés en Chasselay en Francia
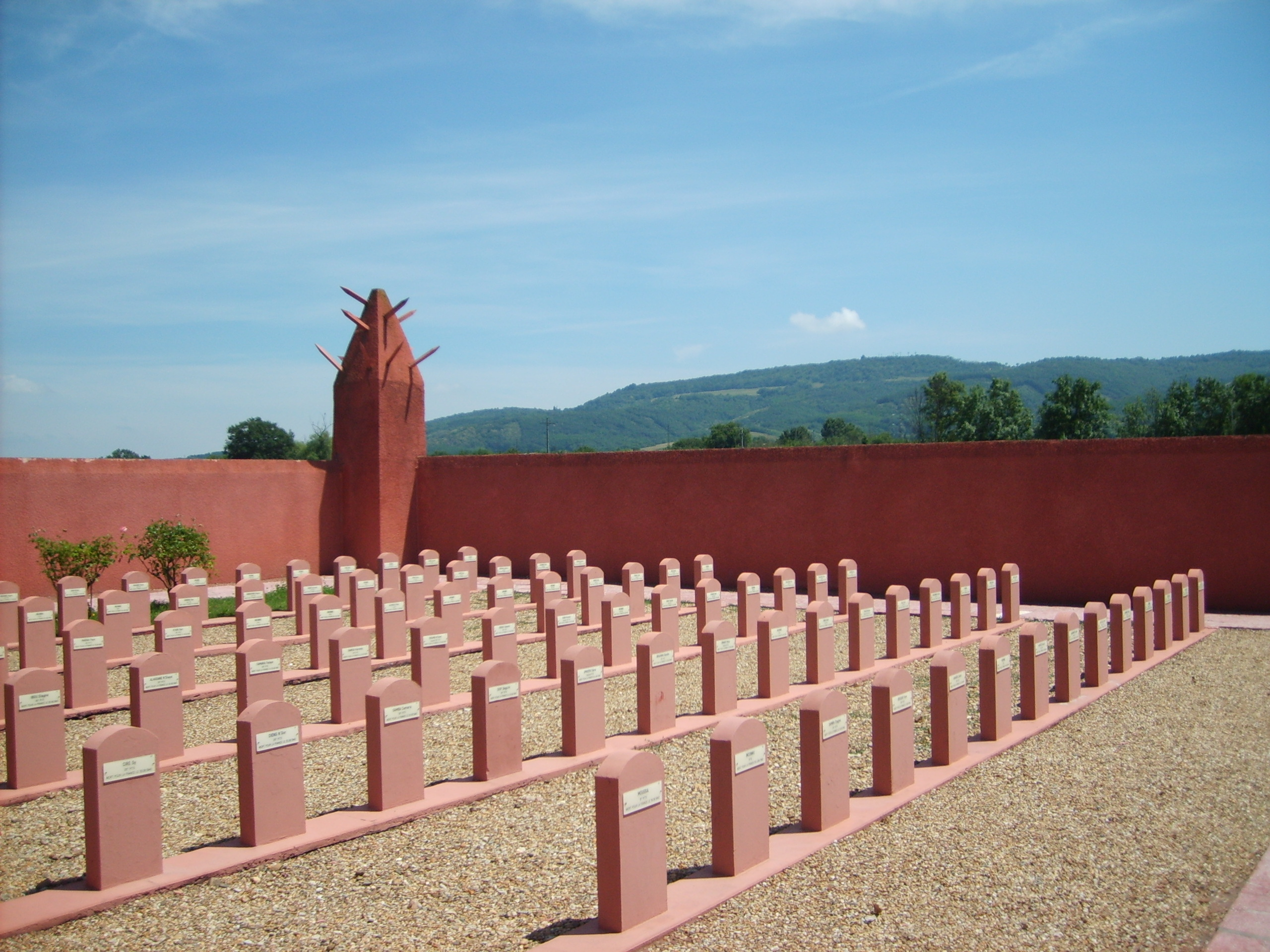
Vista interior del Tata senegalés de Chasselay
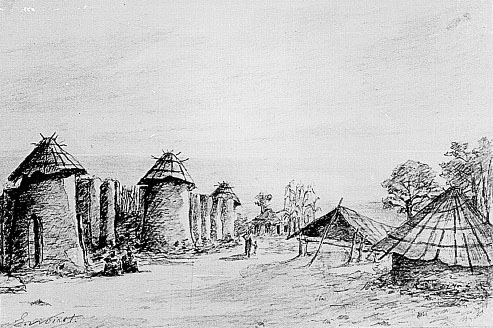
El tata de Kédougou (Senegal oriental)